# Eisenbahnunfall von Bjerka
| \| \| 728,75 \| Bodø \| Bodø \| \| \| \| \| \| \| \| 497,98 \| Mo i Rana \| Mo i Rana \| \| \| \| \| \| \| \| 473,30 \| Finneidfjordtunnelen, Europastraße 6 \| Finneidfjordtunnelen, Europastraße 6 \| \| \| 473,05 \| Finneidfjord \| Finneidfjord \| \| \| 472,04 \| Langkleiv tunnel (59 m) \| Langkleiv tunnel (59 m) \| \| \| 471,90 \| Unfallstelle \| Unfallstelle \| \| \| 471,57 \| Nyholmentunnel (12 m) \| Nyholmentunnel (12 m) \| \| \| 470,90 \| Breivikhammertunnelen, Europastraße 6 \| Breivikhammertunnelen, Europastraße 6 \| \| \| 470,90 \| Finneng tunnel (55 m) \| Finneng tunnel (55 m) \| \| \| 469,61 \| Bjerka tunnel (87 m) \| Bjerka tunnel (87 m) \| \| \| 469,48 \| Bjerkaelva (65 m) \| Bjerkaelva (65 m) \| \| \| 468,68 \| Bjerka \| Bjerka \| \| \| \| \| \| \| \| 406,01 \| Mosjøen \| Mosjøen \| \| \| \| \| \| \| \| 0,00 \| Trondheim S \| Trondheim S \| \| \| \| nach Oslo \| \| Quellen: |        |                                       |                                       |
| Kopfbahnhof Streckenanfang | 728,75 | Bodø                                  | Bodø                                  |
| |        |                                       |                                       |
| Bahnhof | 497,98 | Mo i Rana                             | Mo i Rana                             |
| |        |                                       |                                       |
| | 473,30 | Finneidfjordtunnelen, Europastraße 6  | Finneidfjordtunnelen, Europastraße 6  |
| ehemaliger Haltepunkt / Haltestelle | 473,05 | Finneidfjord                          | Finneidfjord                          |
| Tunnel | 472,04 | Langkleiv tunnel (59 m)               | Langkleiv tunnel (59 m)               |
| | 471,90 | Unfallstelle                          | Unfallstelle                          |
| Tunnel | 471,57 | Nyholmentunnel (12 m)                 | Nyholmentunnel (12 m)                 |
| | 470,90 | Breivikhammertunnelen, Europastraße 6 | Breivikhammertunnelen, Europastraße 6 |
| Tunnel | 470,90 | Finneng tunnel (55 m)                 | Finneng tunnel (55 m)                 |
| Tunnel | 469,61 | Bjerka tunnel (87 m)                  | Bjerka tunnel (87 m)                  |
| Brücke über Wasserlauf | 469,48 | Bjerkaelva (65 m)                     | Bjerkaelva (65 m)                     |
| Bahnhof | 468,68 | Bjerka                                | Bjerka                                |
| |        |                                       |                                       |
| Bahnhof | 406,01 | Mosjøen                               | Mosjøen                               |
| |        |                                       |                                       |
| Bahnhof | 0,00   | Trondheim S                           | Trondheim S                           |
| Strecke |        | nach Oslo                             | nach Oslo                             |

Der Eisenbahnunfall von Bjerka ereignete sich am 24. Oktober 2024 gegen 14:15 Uhr auf der norwegischen Nordlandsbane aufgrund eines Erdrutsches nördlich von Bjerka. Der Lokführer der entgleisten Lokomotive Di 4 653 kam dabei ums Leben. Die Strecke sowie die parallel verlaufende Straße blieben mehrere Tage gesperrt.

## Verkehr
Auf der Nordlandsbane verkehren zweiteilige Dieseltriebwagen des Typs NSB 93 und mit Diesellokomotiven der Baureihe Di 4 bespannte Wagenzüge (u. a. Nachtzüge). Für die einfache Strecke Bodø–Trondheim benötigt der Zug etwa zehn Stunden. Täglich verkehren zwei Zugpaare (eines nachts und eines tagsüber) über die gesamte Strecke. Seit 2020 betreibt SJ Norge den gesamten Personenverkehr unter dem Markennamen „NORD“.
Von den fünf im Personenverkehr eingesetzten Diesellokomotiven der Baureihe Di 4 waren seit 2023 oft mehrere gleichzeitig nicht betriebsfähig. Das führte häufig zu Ausfällen des Tageszuges und zu einem Schienenersatzverkehr über die 726 Kilometer lange Strecke von Trondheim nach Bodø mit Bussen. Neue Triebwagen sollen erst 2028 zur Verfügung stehen. Für die Instandhaltung der Lokomotiven ist Norske tog verantwortlich, die nach der norwegischen Eisenbahnreform die Fahrzeuge stellt.

## Unfallhergang
Aufgrund eines Erdrutsches nördlich von Bjerka verunglückte am 24. Oktober 2024 gegen 14:15 Uhr ein Reisezug auf dem Weg von Trondheim S nach Bodø, der von der Di 4 653 geführt wurde, und stürzte mit einem Teil der fünf Reisezugwagen mehrere Meter die Böschung hinunter, wobei die Lokomotive auf die E6 rutschte. Die Strecke sowie die Straße blieben mehrere Tage gesperrt, bis die Schäden untersucht, beseitigt und behoben wurden. Bei dem Unfall starb der 60-jährige Lokführer von SJ Norge – vier weitere Personen wurden schwer verletzt. Für den Straßenverkehr, vor allem für den Güterverkehr, wurde eine Umleitung über Schweden empfohlen. Fernzüge verkehrten nur zwischen Trondheim und Mosjøen. Für den Zug zwischen Mo i Rana und Bodø verkehrte Schienenersatzverkehr, die Nachtzüge zwischen Trondheim und Bodø fielen ersatzlos aus. Da die Europastraße E6 durch den Unfall gesperrt war und die einzig mögliche Umfahrung auf langen Umwegen durch Schweden führte, war Schienenersatzverkehr zwischen Bjerka und Finneidfjord erst wieder möglich, nachdem der entgleiste Zug geborgen und die Straße wieder freigegeben wurde.
Die drei Reisezugwagen, die nicht entgleist waren, wurden bis zum 30. Oktober in den Bahnhof Bjerka gebracht. Bei der Bergung stellte sich heraus, dass ein weiterer Felsbrocken auf die entgleisten Wagen stürzen könnte. Dieser Fels wurde am 30. Oktober kontrolliert abgebaut, so dass in den folgenden Tagen mit der Bergung der beiden weiteren Wagen und der Lokomotive begonnen werden konnte. Am 3. November 2024 wurde der erste verbliebene Wagen mit zwei großen Kränen herausgehoben. Am nächsten Tag folgte der zweite Wagen und am 5. November die Lokomotive. Daraufhin wurde die E6 am 6. November 2024 wieder für den Verkehr freigegeben. Die Unfalllokomotive Di 4 653 soll nicht mehr instand gesetzt werden.
Als Folge des Eisenbahnunfalls bei Bjerka wurde der Tageszug bis Mo i Rana eingekürzt und der Nachtzug vorerst eingestellt, da zeitweise nur eine der ehemalig fünf Lokomotiven einsatzfähig war, die den Tageszug sowohl in die nördliche als auch in die südliche Richtung bespannen musste. Der Tageszug sollte nach erfolgter Revision der ersten Lokomotiven ab Woche 2/2025 wieder über die gesamte Strecke verkehren, für den Nachtzug ist SJ Norge in Zusammenarbeit mit Norske tog auf der Suche nach Ersatzlokomotiven.
Die Strecke zwischen Bjerka und Mo i Rana wurde ab 30. November 2024 wieder freigegeben, der Regionalverkehr läuft seit dem 2. Dezember 2024 planmäßig.
Schon am 13. Mai 2014 kam es auf der Nordlandsbane südlich des Finneidfjords zu einem Erdrutsch über die Bahnstrecke. Die Ursache des Erdrutsches wurde nicht geklärt. Am 3. Oktober 2016 wurden zwei Personen leicht verletzt, als der Zug nördlich von Bjerka entgleiste, nachdem er auf einen Felsbrocken gestoßen war.
Der Infrastrukturbetreiber hat in Zusammenarbeit mit dem Norwegischen Geotechnischen Institut (NGI) 2022 gefährdete Stellen kartiert, dabei wurden für die Unfallstelle vom Oktober 2024 keine weiteren Maßnahmen für notwendig erachtet.